# Crotalaria petitiana
Crotalaria petitiana är en ärtväxtart som först beskrevs av Achille Richard, och fick sitt nu gällande namn av Wilhelm Gerhard Walpers. Crotalaria petitiana ingår i släktet sunnhampor, och familjen ärtväxter. Inga underarter finns listade i Catalogue of Life.